# Disney Springs
Disney Springs (ursprünglich eröffnet am 22. März 1975 als Lake Buena Vista Shopping Village, ab 1977 Walt Disney World Village, ab 1989 Disney Village Marketplace und ab 1997 Downtown Disney) ist ein Einkaufs-, Gastronomie- und Unterhaltungszentrum im Walt Disney World Resort in Lake Buena Vista nahe Orlando, Florida. Der Komplex wurde über die Jahre mehrfach erweitert und umbenannt und trägt seit dem 29. September 2015 den heutigen Namen Disney Springs.
Verbindungen zu anderen Teilen der Walt Disney World werden über Busse und von Disney Transport betriebene Wassertaxen sichergestellt. Ein ähnlicher Komplex wird auf der gegenüberliegenden Seite von Walt Disney World unter dem Namen Flamingo Crossings entwickelt.

## Geschichte

### Frühe Expansion und mehrfache Änderung des Namens

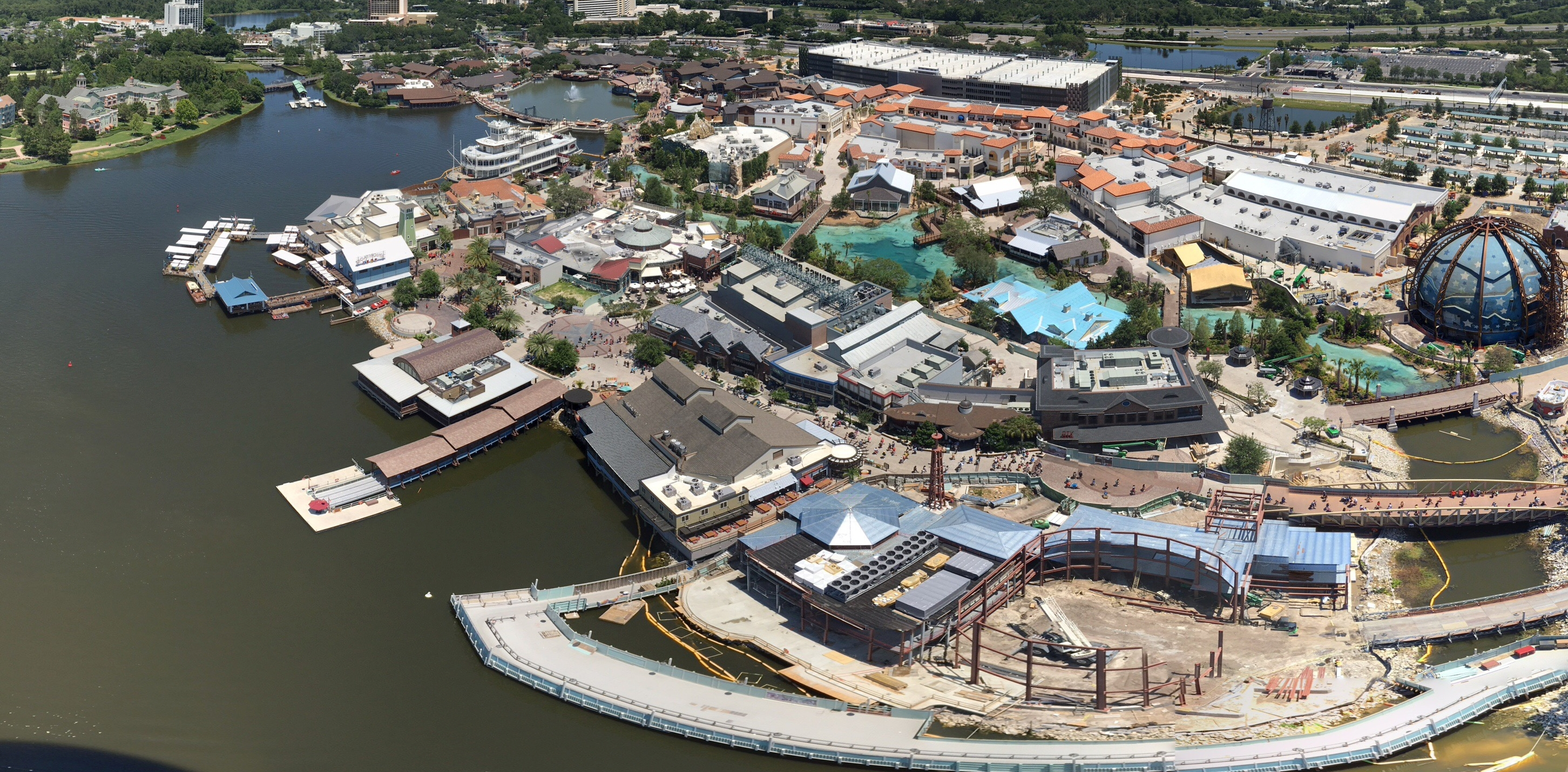
Luftansicht von Disney Springs am 8. Mai 2016

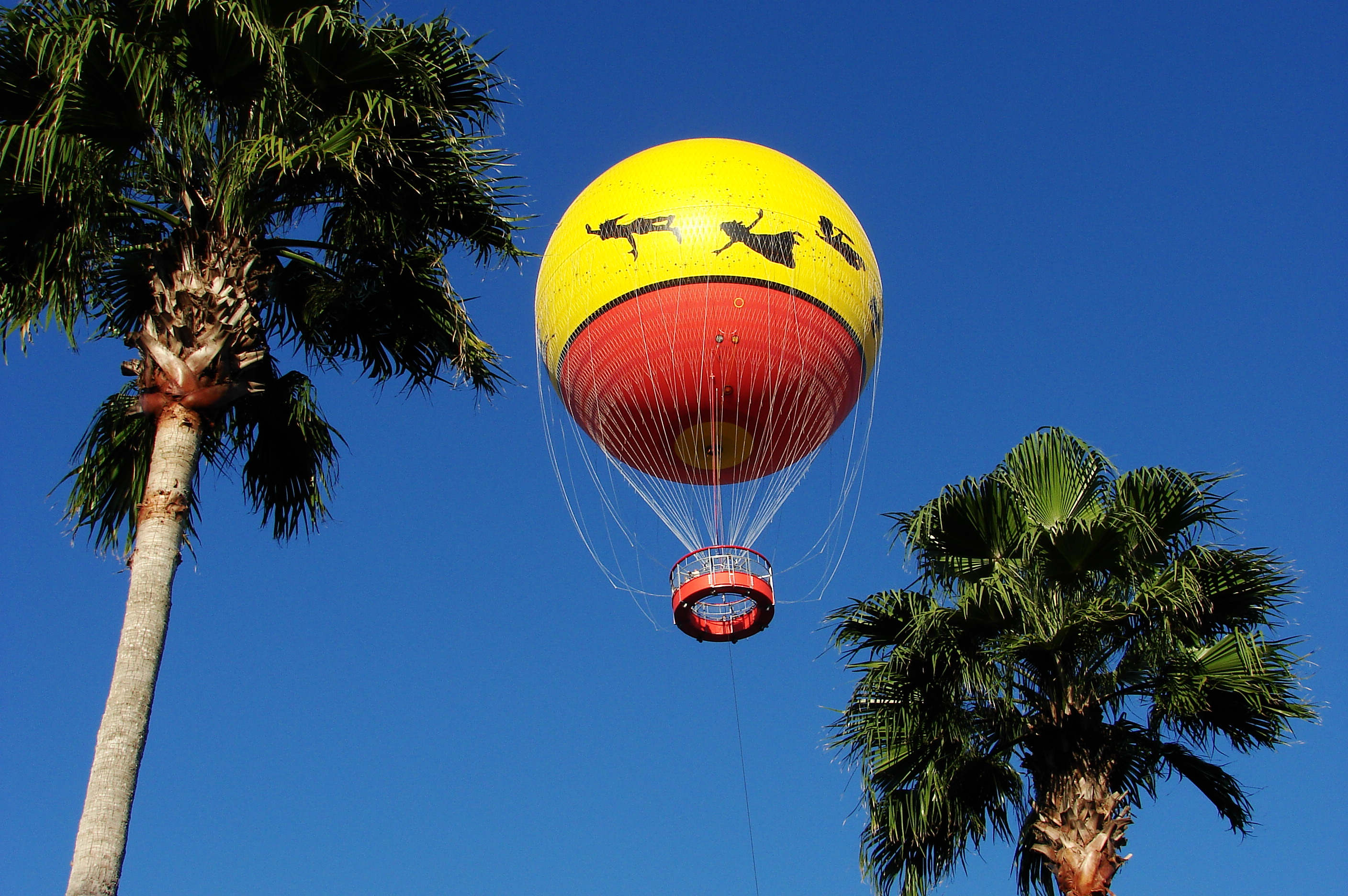
Ballonfahrt Characters in Flight

Lake Buena Vista Shopping Village, eröffnet am 22. März 1975, wurde ursprünglich als reines Einkaufszentrum geplant. Zwei Jahre nach der Eröffnung erhielt der Komplex den neuen Namen Walt Disney World Village. Mit der Übernahme durch Michael Eisner im Jahr 1984 begann Disney, nach Wegen zu suchen, Besucher länger im Walt Disney World Resort zu halten und sie davon abzuhalten, Unterhaltung außerhalb des Resorts in Anspruch zu nehmen.
Um mit den beliebten Church-Street-Station-Clubs in der Innenstadt von Orlando Schritt zu halten, kündigte Disney am 21. Juli 1986 die Erweiterung um Pleasure Island an, auf der Nachtclubs entstehen sollten, in denen Disney seine Qualität und Kreativität zur Schau stellen wollte. Im folgenden August begannen die Bauarbeiten, eröffnet wurde Pleasure Island am 1. Mai 1989, am selben Tag wie der Themenpark Disney’s Hollywood Studios. Später in diesem Jahr erhielt das bisherige Walt Disney World Village den neuen Namen Disney Village Marketplace.
Mitte der 1990er Jahre begannen Expansionen in Walt Disney World, dabei wurden eine Milliarde US-Dollar in verschiedene Projekte investiert. Das erste World-of-Disney-Geschäft eröffnete am 2. Oktober 1996 im Bereich Marketplace.
Am 20. Juni 1995 wurden große Verbesserungen und Erweiterungen für den Komplex angekündigt. Disney Village Marketplace und Pleasure Island wurden ab dem 7. September 1997 unter dem neuen Namen Downtown Disney zusammengefasst. Am 15. September eröffnete mit West Side der dritte Bereich als eine 27 ha große Erweiterung mit Einkaufsmöglichkeiten, Gastronomie und Unterhaltung, darunter die Cirque-du-Soleil-Show La Nouba, der Hallenthemenpark DisneyQuest und Virgin Megastore. Zu den großen Veränderungen gehörte auch die Umwandlung von Mickey’s Character Shop in World of Disney, das weltgrößte Disney-Geschäft. Außerdem wurden die AMC Pleasure Island Theatres erweitert und es wurden ein Rainforest Café und ein Planet Hollywood eröffnet. Die Nachtclubs von Pleasure Island wurden am 27. September 2008 geschlossen.
Downtown Disney erhielt am 12. Januar 2001 im Disneyland Resort in Kalifornien einen Schwesterkomplex. Bereits zuvor wurden an anderen Standorten der Disneyparks ähnliche Komplexe eröffnet: Disney Village am 12. April 1992 im Disneyland Resort Paris, Ikspiari im Tokyo Disney Resort am 7. Juli 2000 und Disneytown im Shanghai Disney Resort.

### Renovierung, Erweiterung und Umbenennung

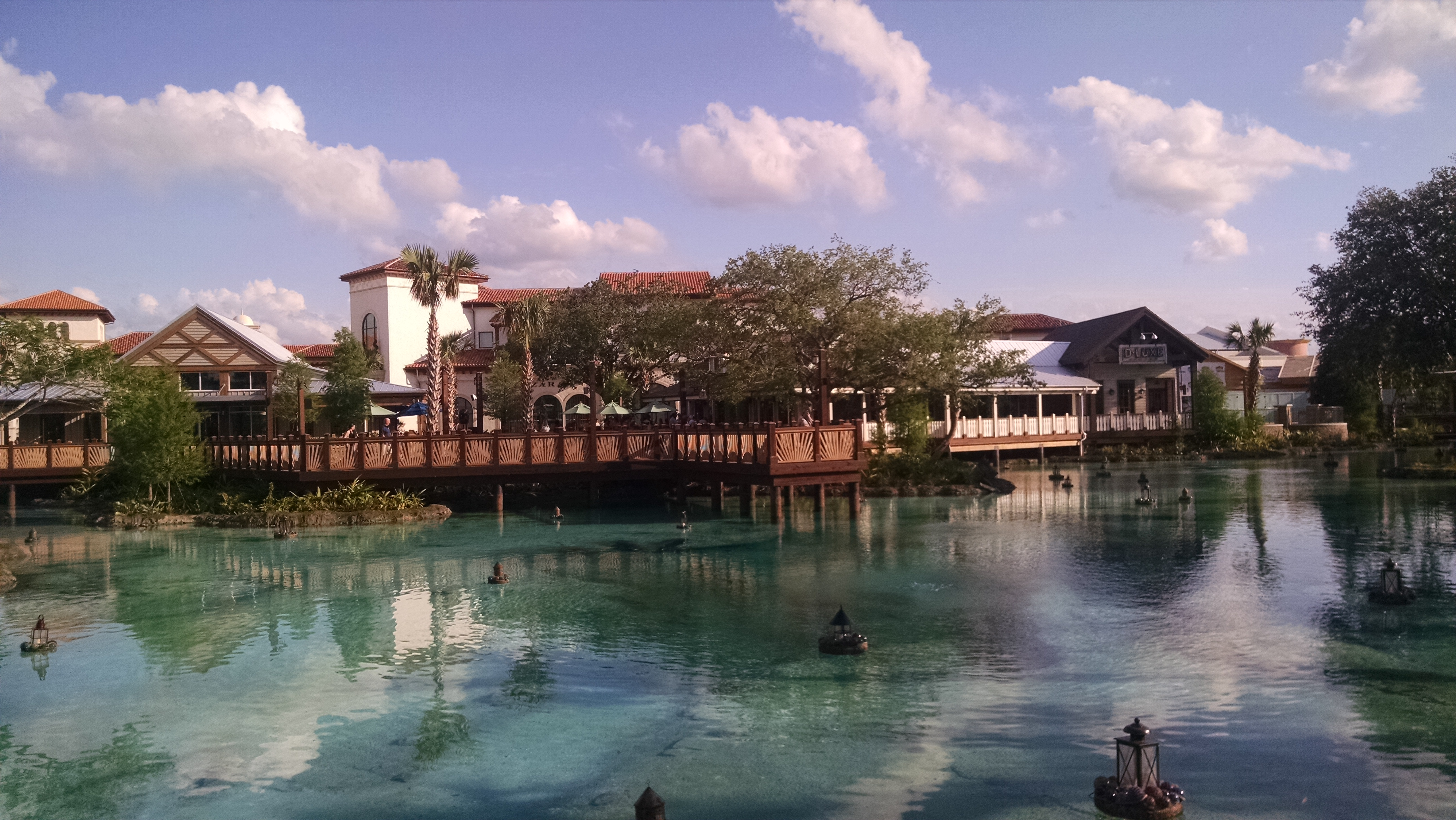
Die Quellen (engl. springs) von Disney Springs, Blick auf Town Center von The Landing aus, links das Willkommenscenter im Giebelhaus

Am 14. März 2013 kündigte der Vorsitzende von Walt Disney Parks and Resorts Tom Staggs an, dass Downtown Disney umgestaltet und in Disney Springs umbenannt wird. Das dreijährige Renovierungs- und Erweiterungsprojekt brachte 150 neue Mieter, zwei Parkhäuser und eine fast verdoppelte Verkaufsfläche mit sich. Vor dieser Ankündigung war die letzte Renovierung von Downtown Disney im Jahr 1997 erfolgt.
Die beiden neuen Parkhäuser wurden auf den Flächen vorheriger Parkplätze gebaut. Zusätzlich wurden neue Brücken errichtet, um Disney Springs mit Disney’s Saratoga Springs Resort zu verbinden sowie die einzelnen Bereiche untereinander zu verknüpfen. Im West Side-Bereich wurde eine High-Line-Struktur gebaut, die sowohl zur Thematisierung dient als auch Schatten spendet. Ein neuer Busbahnhof mit speziellen Busspuren entlang des Buena Vista Drive wurde ebenfalls gebaut. Der Buena Vista Drive wurde verbreitert und eine neue Ausfahrt von der Interstate 4 direkt nach Disney Springs angelegt, um den Verkehr besser zu regulieren. Die Umbenennung in Disney Springs erfolgte am 29. September 2015. Mit der Eröffnung von Town Center am 15. Mai 2016, gebaut südlich von The Landing auf vorherigen Parkplätzen, war das Bauprojekt abgeschlossen. Ein drittes Parkhaus-Projekt, für die Grapefruit Garage, begann 2017 gegenüber dem Buena Vista Drive mit dem Bau und wurde am 16. April 2019 eröffnet.
Am 17. März 2020 wurde Disney Springs aufgrund der COVID-19-Pandemie in Florida geschlossen. Am 7. Mai 2020 wurde angekündigt, dass Disney Springs ab dem 20. Mai stufenweise wiedereröffnet werden würde.
Am 24. Mai 2024 begann eine abendliche Drohnenshow mit dem Titel Dreams That Soar, die bis zum 2. September 2024 jeden Abend in Disney Springs gezeigt wurde. Die Show wurde zusammen mit weiteren Highlights des Walt Disney World Resorts vorgestellt. Bereits 2016 hatte Disney World zur Weihnachtszeit eine fünfminütige Drohnenshow mit dem Titel Starbright Holidays veranstaltet.

## Bereiche
Disney Springs besteht aus vier Bereichen: Marketplace, The Landing, Town Center und West Side. Der Komplex grenzt im Norden an den Lake Buena Vista und im Süden an die Parkhäuser und -plätze. Walt Disney Imagineering ließ sich bei der Gestaltung von realen Küstenstädten in Florida inspirieren, darunter St. Augustine und Coral Gables.

Kreativdirektor Dave Hoffman erklärte: „Jede Nachbarschaft spiegelt ihre Funktion und [den fiktionalen] Zeitraum, in dem sie entstanden ist, wider.“ Gemäß der fiktionalen Geschichte von Disney Springs wurde die Stadt Mitte des 19. Jahrhunderts von einem Viehzüchter gegründet, der die namensgebenden Quellen (engl. springs) entdeckte, woraufhin sich die Stadt von den Quellen ausgehend ausbreitete. 

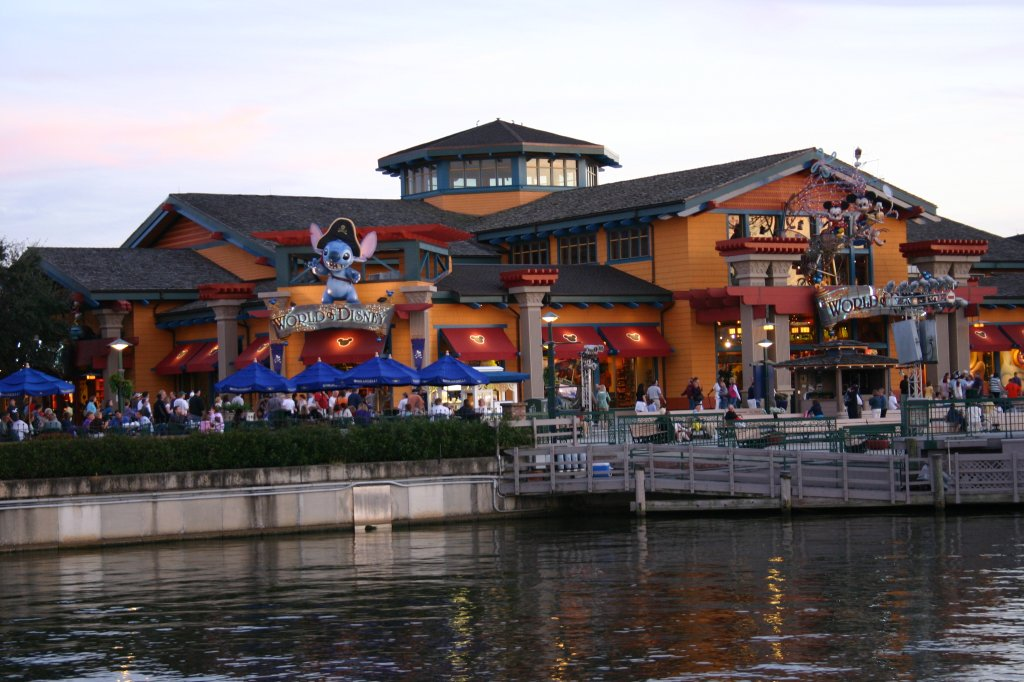
Marketplace
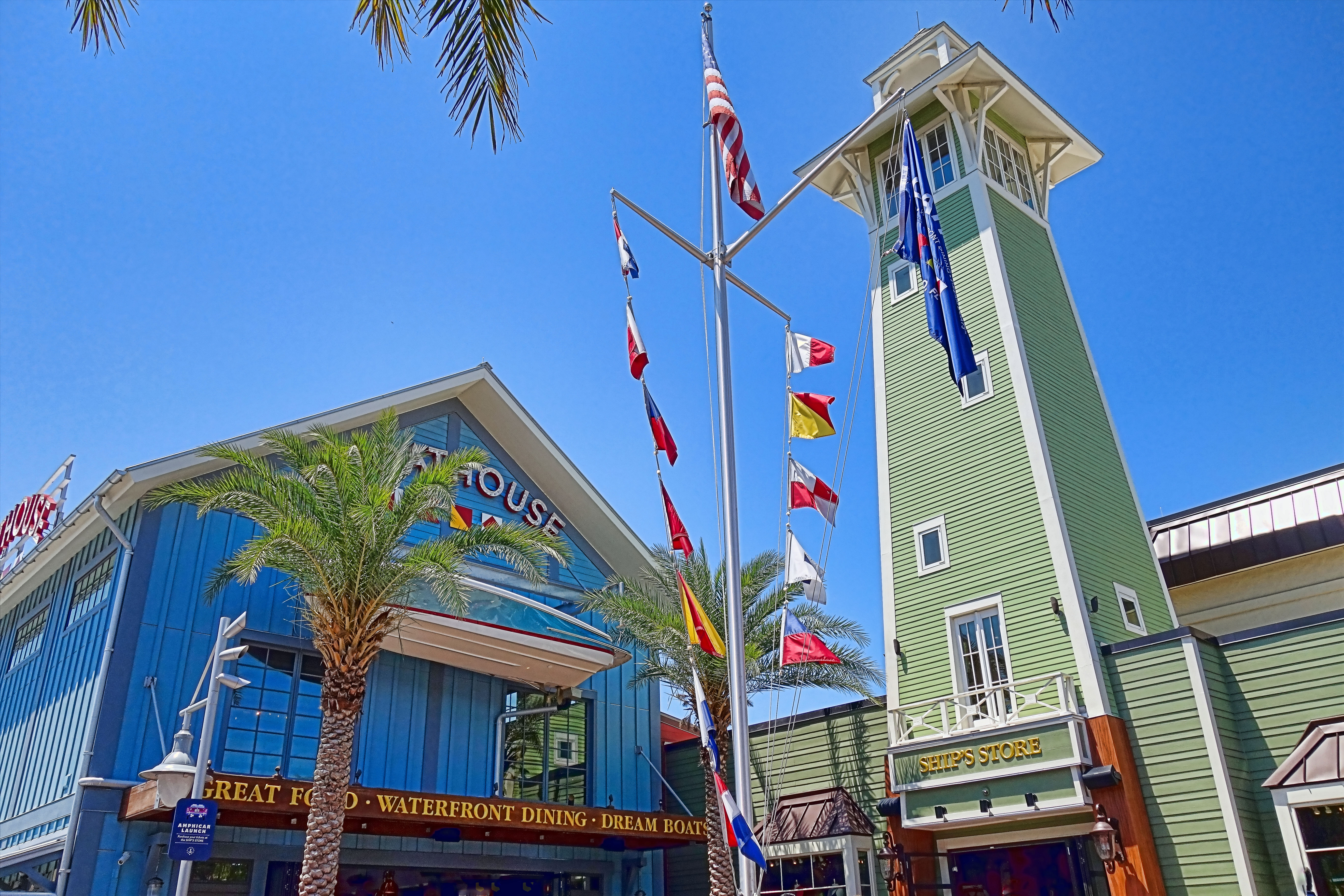
The Landing
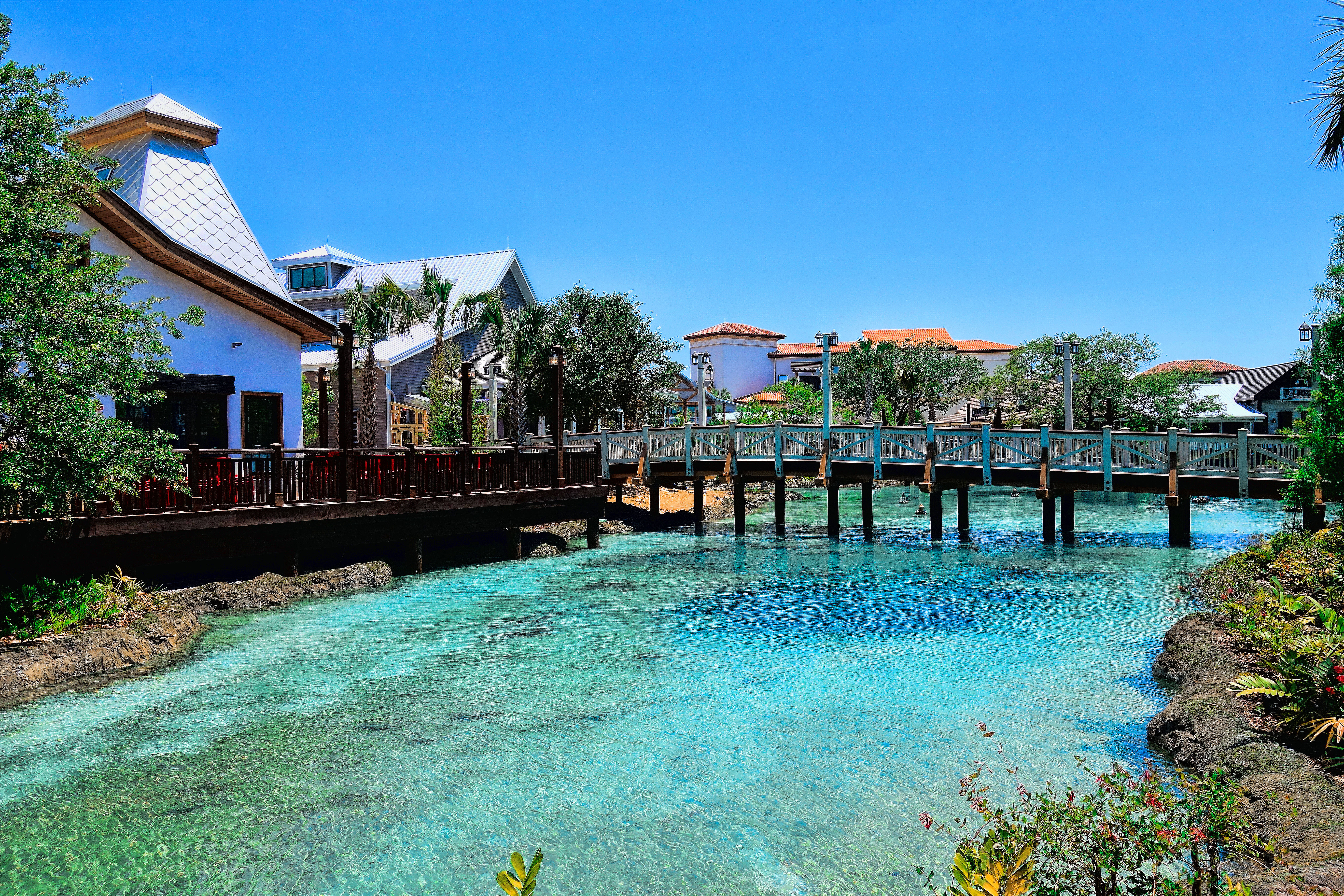
Town Center
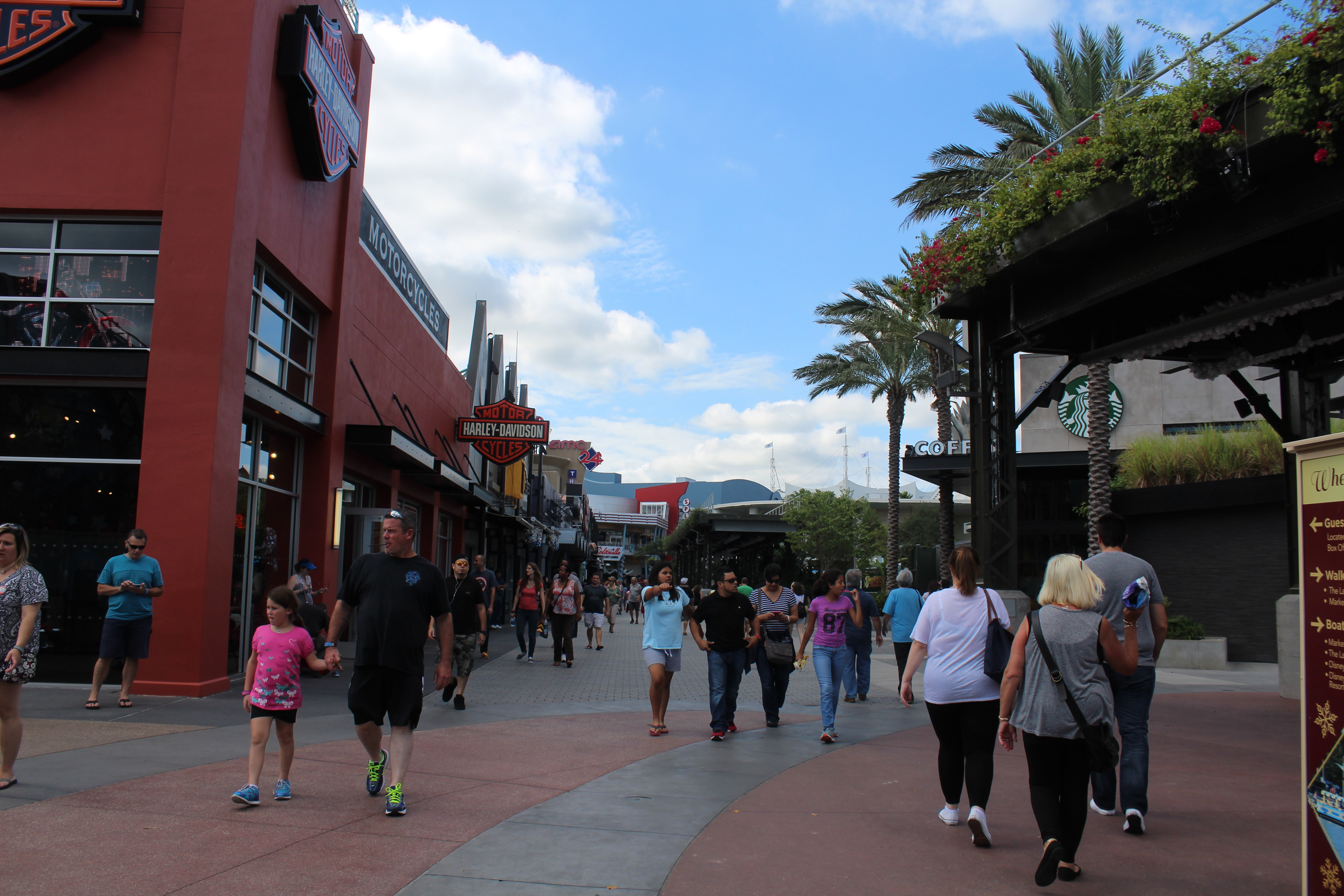
West Side

### Marketplace
Marketplace (engl. für Marktplatz) umfasst zahlreiche Geschäfte und Restaurants, die an den American-Craftsman-Stil der 1930er Jahre erinnern. Dort befindet sich das erste Restaurant der Kette Earl of Sandwich. Das T-Rex Cafe, ein von Landry’s Restaurants betriebenes, dinosaurier-themenbezogenes Restaurant mit Animatronik-Dinosauriern, wurde am 14. Oktober 2008 eröffnet. Landry’s Restaurants betreibt auch das Rainforest Cafe an diesem Standort. 2015 wurde der Marketplace Causeway gebaut und eröffnet. Dieser Steg überspannt den Village Lake und verbindet das Rainforest Cafe mit dem Lego Store.

### The Landing
The Landing (engl. für Die Anlegestelle) stellt den fiktionalen Verkehrsknotenpunkt und den Hafen der Stadt dar. Dort gibt es Restaurants und Geschäfte mit maritimer Thematisierung, darunter Jack Lindsey’s Hangar Bar, eine Kellerbar basierend auf den Indiana-Jones-Filmen, und The Boathouse mit einem Hafen für Amphibienfahrzeuge, womit Fahrten über den Lake Buena Vista möglich sind. Zudem beherbergt The Landing das Raglan Road Irish Pub and Restaurant.
Am Standort von The Landing befand sich zuvor Pleasure Island, ein nächtliches Vergnügungsviertel mit zwei Comedyclubs und vier Tanzclubs, das am 27. September 2008 dauerhaft geschlossen wurde. Am 18. November 2010 kündigte Disney ein Projekt namens Hyperion Wharf an, das Pleasure Island ersetzen sollte. Hierzu hätte es umfassende Umbauten und eine Umthematisierung zu einem Unterhaltungsviertel mit Kai-Thema gegeben. Es wären auch Restaurants und Geschäfte hinzugefügt worden. Im Juli 2011 wurde angekündigt, dass sich diese Pläne verzögern. Später wurden die Pläne verworfen, da es besser erschien, das gesamte Downtown-Disney-Areal neu zu gestalten. Im Rahmen der Ankündigung von Disney Springs wurde Pleasure Island 2015 zu The Landing umthematisiert.

#### DieEmpress Lilly

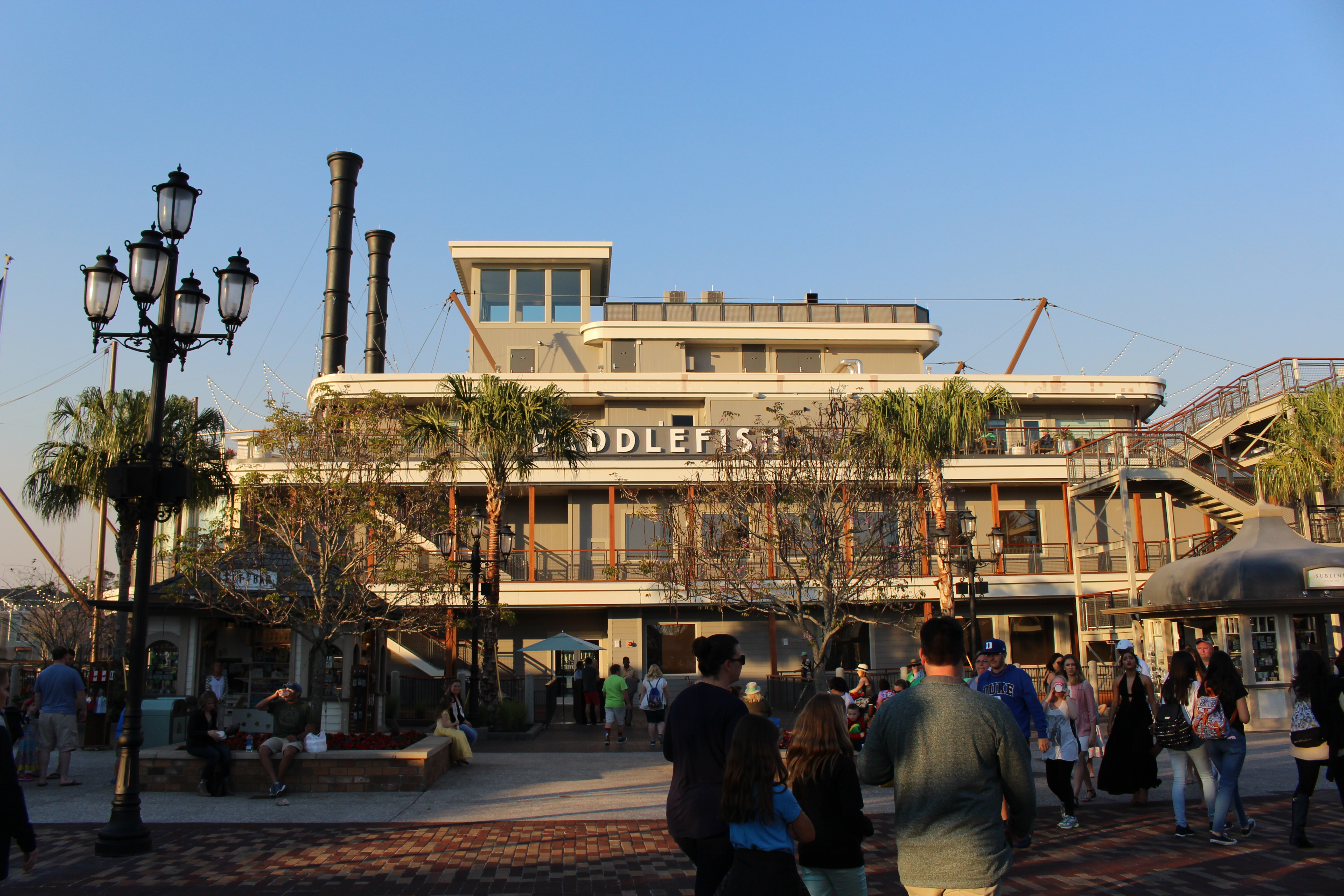
Die ehemalige Empress Lilly, heute das Restaurant Paddlefish

Das Bauwerk, das ursprünglich als Empress Lilly bekannt war, ist ein statisches, vollständiger Nachbau eines Schaufelraddampfers auf dem Village Lake. Es ist 67 Meter lang und 19 Meter breit. Obwohl es wie ein Schaufelraddampfer aussieht, handelt es sich tatsächlich um ein gebäudeförmiges Konstrukt auf einem versenkten Betonfundament.
Eröffnet wurde es am 1. Mai 1977, als es von Walt Disneys Witwe Lillian Disney getauft wurde, nach der es benannt ist. Dort befanden sich vier Unterhaltungs- und Gastronomiebereiche. Mitte der 1990er Jahr unterzeichnete Levy Restaurants einen Vertrag um das „Schiff“ zwanzig Jahre zu betreiben. Am 22. April 1995 wurde die Empress Lilly geschlossen. Die Innenausstattung wurde umgebaut, und die alten Schornsteine sowie das Schaufelrad wurden aufgrund von Rost und Verfall entfernt. Am 10. März 1996 eröffnete dort das Restaurant Fulton’s Crab House. 2016 wurde das Restaurant renoviert und als Paddlefish wiedereröffnet. Im Rahmen der Renovierungsarbeiten wurde die Fassade verändert, außerdem wurde neue Schornsteine und Schaufelräder installiert.

### Town Center
Town Center (engl. für Stadtzentrum) stellt das fiktionale Hauptgeschäftsviertel der Stadt dar. Der Bereich wurde in spanischem Kolonialstil der 1920er Jahre gebaut. Der Bereich beherbergt auch die künstlichen Quellen, nach denen Disney Springs benannt wurde.
Der Bereich wurde auf ehemaligen Parkplätzen gebaut und 2016 eröffnet. Viele bekannte Geschäfte haben dort Filialen. Der Bereich öffnet in mehreren Phasen, die Geschäfte der ersten Phase öffneten am 15. Mai 2016. Dazu gehören Filialen von Anthropology, Uniqlo, Sephora, L’Occitane en Provence, Pandora, UGG, Johnston & Murphy, Zara, Kate Spade und Trophy Room.

### West Side
West Side stellt das Messezentrum der Stadt im Stil der 1950er Jahre dar, basierend auf der fiktionalen Geschichte der Stadt.
Die Erweiterung des bestehenden AMC Theatres Pleasue Island 24 öffnete 1997 zusammen mit Downtown Disney West Side. Ende 2010 begannen Renovierungen. Seitdem werden in den Kinos auch Speisen verkauft. Außerdem wurde es in AMC Downtown Disney umbenannt. 1997 hatte Disney den Plan, dort einen Unterhaltungskomplex namens Planet Movies by AMC zu eröffnen, indem das Restaurant Planet Hollywood mit dem bestehenden Kino kombiniert werden sollte. Der Plan scheiterte jedoch an den finanziellen Problemen von Planet Hollywood. Der Komplex heißt inzwischen AMC Disney Springs 24.
In West Side befand sich bis zu seiner Schließung am 2. Juli 2017 der Hallenthemenpark DisneyQuest. Dieser wurde abgerissen und durch die NBA Experience ersetzt, welches am 12. August 2019 eröffnete, jedoch nur sieben Monate bis März 2020 aufgrund pandemiebedingter Schließungen in Betrieb war. Am 16. August 2021 wurde bestätigt, dass die NBA Experience nicht wiedereröffnen würde.

## Verkehrsanbindung

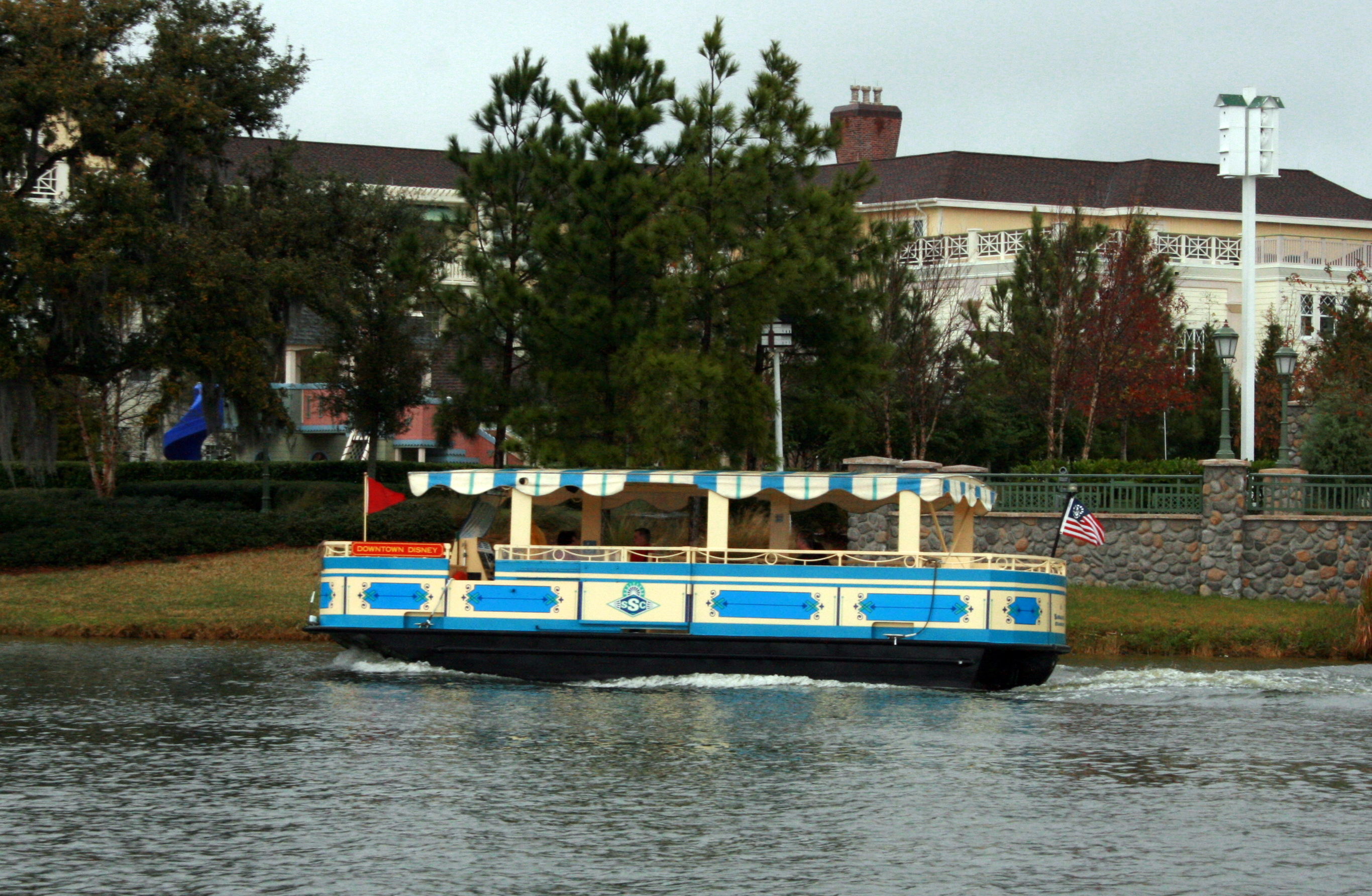
Ein Wassertaxi im Wasser vor Disney Springs

Es gibt drei Parkhäuser bei Disney Springs: das Orange Garage, das Lime Garage und das Grapefruit Garage. Zudem gibt es vier Parkplätze: den Lemon Parking Lot, den Mango Parking Lot, den Strawberry Parking Lot und den Watermelon Parking Lot. Eine direkte Ausfahrt von der Interstate 4 führt zu Disney Springs und ist direkt mit der Orange Garage verbunden. Das Parken ist kostenlos, allerdings wird für den Valet-Parkservice eine Gebühr von 20 US-Dollar erhoben.
Disney Springs wird von Bussen des Disney-Transports bedient, die alle Disney-Resorthotels anfahren. Es gibt keinen direkten Busservice von Disney Springs zu den Disney-Parks. Jedoch gibt es einen direkten Busservice zu den Disney-Parks von der Congress Park Bushaltestelle in Saratoga Springs (in der Nähe des Rainforest Cafe in Disney Springs) sowie Busverbindungen von Disney Springs zum Contemporary Resort (in der Nähe des Magic Kingdom) und zu den Boardwalk, Beach Club und Yacht Club Resorts (in der Nähe von Epcot und Disney’s Hollywood Studios). Ein Fährdienst wird innerhalb von Disney Springs sowie von Disney Springs zu den Resorts Saratoga Springs, Old Key West und Port Orleans Resorts angeboten.
Lynx bietet vom Disney Springs Transfer Center aus mehrere Busverbindungen zu verschiedenen Zielen in der Region Orlando an. Neben der Verbindung in die Innenstadt von Orlando (Link 300) gibt es weitere Strecken, darunter die Route Link 301, die Disney Springs mit Pine Hills verbindet, und Link 302, die nach Rosemont führt. Die Route Link 303 ermöglicht Fahrten nach Washington Shores, während Link 304 Disney Springs mit der Rio Grande Avenue und Vistana verknüpft. Link 306 führt von Disney Springs nach Poinciana. Zudem gibt es mit Link 311 eine Expressverbindung, die vom Orlando International Airport über den Destination Parkway nach Disney Springs verkehrt.

## Zwischenfälle
- Am 25. Dezember 2015 kam es zu einem Kampf in Bongo’s Cuban Cafe zwischen einem 70-Jahre alten Mann und Angestellten des Restaurants. Der Mann wurde aus dem Café begleitet, nachdem er an dem Bizeps eines Mitarbeiters gerissen hatte. Er wurde später außerhalb einer Starbucks-Filiale verhaftet. Während des Kampfes berichtete jemand fälschlicherweise von einem Schuss im Restaurant, da sich das Gerücht schnell verbreitete, entstand Massenpanik. Bei dem Verdächtigen wurde keine Waffe gefunden und er wurde wegen Körperverletzung angeklagt.[37]